# Whitehead (Regno Unito)
Whitehead (an Cionn Bán in gaelico irlandese) è un villaggio dell'Irlanda del Nord, situato nella contea di Antrim.